# Nisha Kalema
Nisha Kalema es una actriz, productora y escritora ugandesa, ganadora de múltiples premios. Ganó 3 premios en la categoría Mejor Actriz en los Premios del Festival de Cine de Uganda en 2015, 2016 y 2018 por sus papeles como Grace en The Tailor, Amelia en Freedom y Veronica en Veronica's Wish respectivamente.

## Carrera
Debutó en televisión en la serie de 2014 It can't be, transimitada en WBS TV. 
Protagonizó la película Galz About Town interpretando a Clara, la líder de una banda de prostitutas de alto nivel. Recibió críticas positivas por su actuación. Hassan Mageye, productor de Galz About Town, la eligió como protagonista de la película de 2015, The Tailor. Por su actuación en The Tailor, ganó su primer premio como Mejor Actriz en los Premios del Festival de Cine de Uganda 2015.
Recibió su segunda victoria como Mejor Actriz en los Premios del Festival de Cine de Uganda 2016 por su papel de Amelia en Freedom. La película ganó seis premios, incluyendo Mejor Película y Película del Año. Recibió mayor atención internacional por su papel en Freedom. Kalema también había escrito el guion de la película, pero perdió sus créditos como escritora en carteles promocionales, DVD y lanzamientos de teatro incluso después de suplicar a los productores por sus créditos.
En 2018, fue la productora y protagonista en Veronica's Wish. Obtuvo su tercer premio consecutivo como Mejor Actriz en los Premios del Festival de Cine de Uganda 2018 y la película ganó nueve premios, incluidos Mejor Película, Mejor Director y Mejor Actor de Reparto (masculino) convirtiéndose en el mayor ganador.

## Filmografía
| Año  | Título          | Rol          |
| ---- | --------------- | ------------ |
| 2014 | Hanged For Love | Jackie       |
| 2014 | Galz About Town | Clara        |
| 2015 | The Tailor      | Grace        |
| 2016 | Freedom         | Amelia       |
| 2016 | The Only Son    | Diana        |
| 2016 | Ugandan Pollock | Lee Krassner |
| 2016 | Jinxed          | Prossy       |
| 2018 | Veronica's Wish | Veronica     |